# Filterkoffie

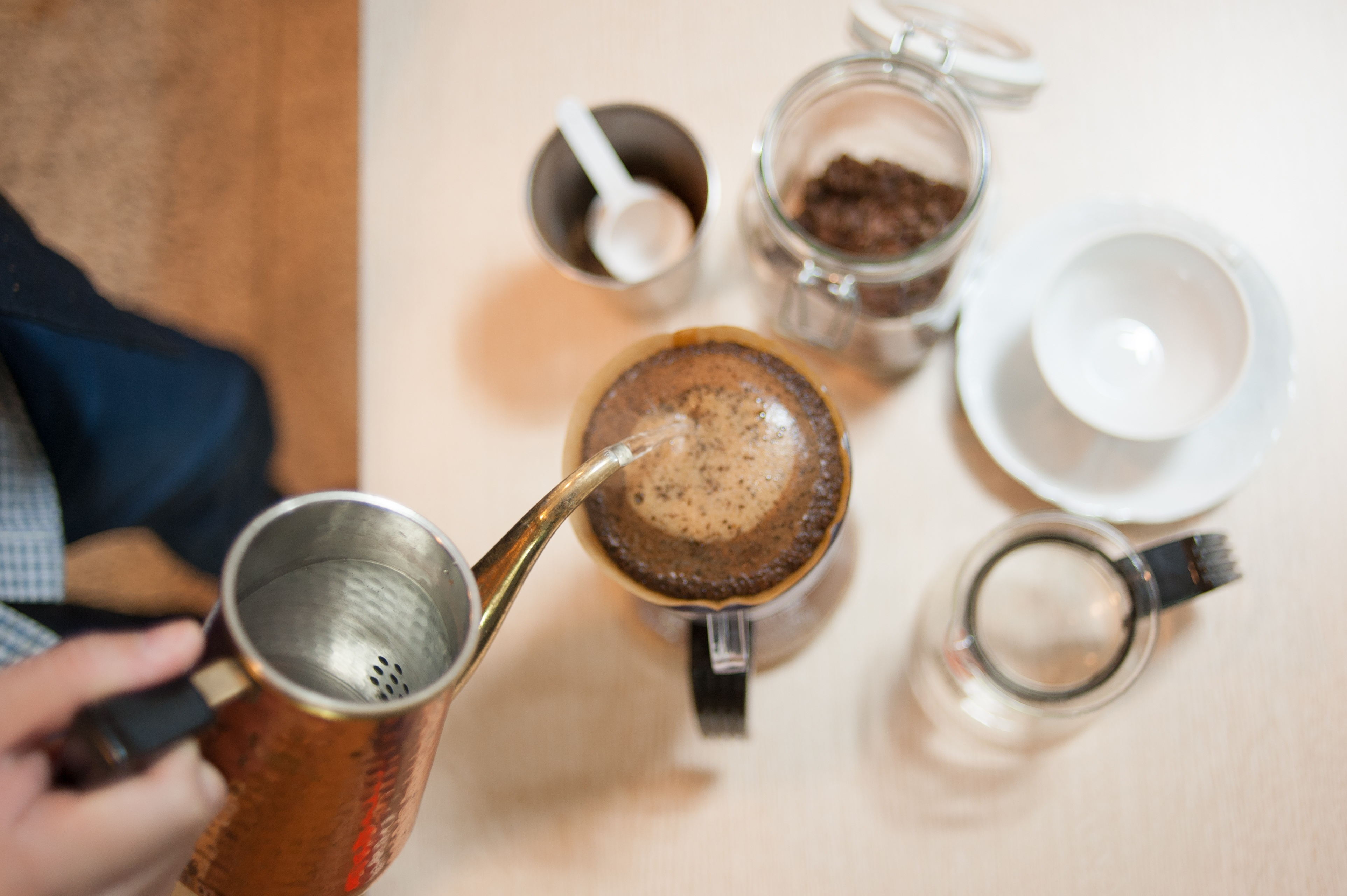
Filterkoffie

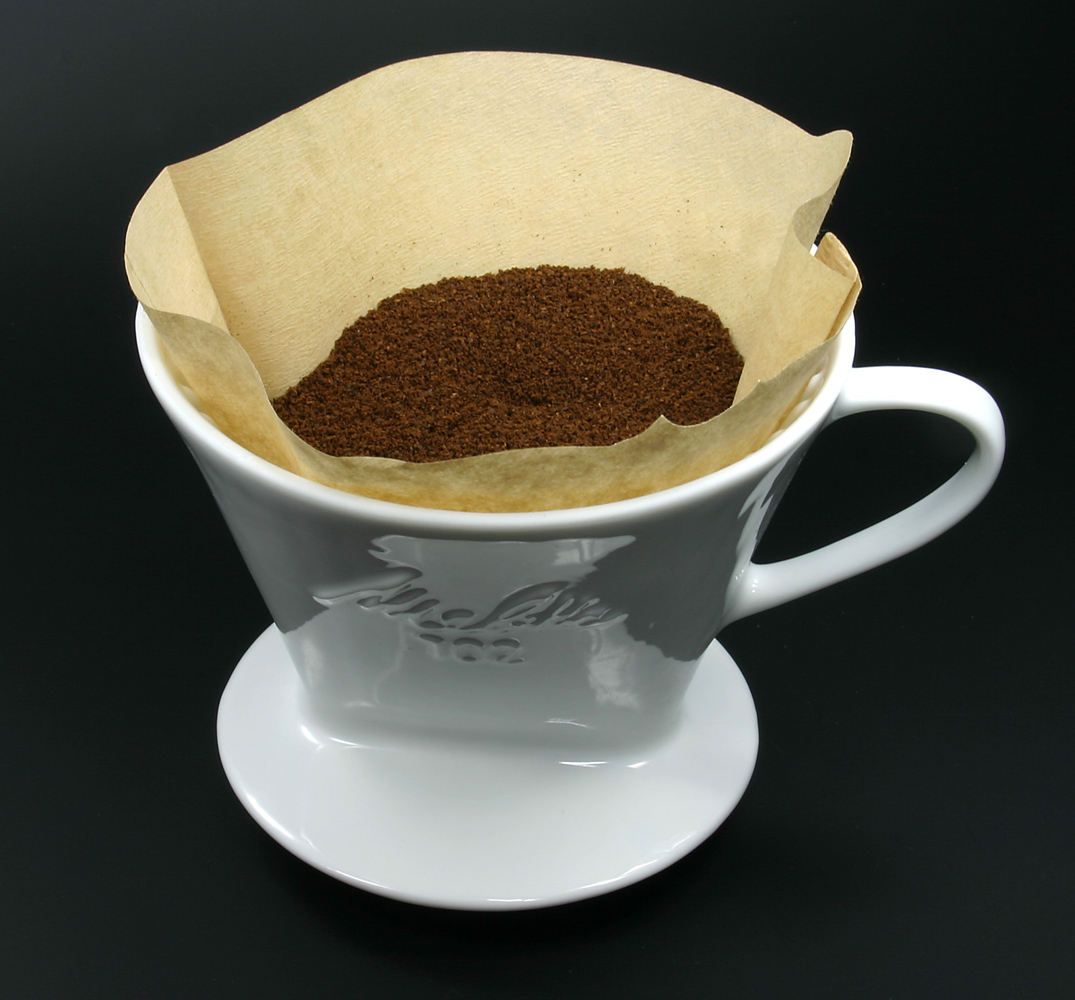
Een koffiefilter

Filterkoffie is koffie die is gezet volgens de filtermethode.
Dit kan zowel machinaal als met de hand worden gemaakt. Bij het zetten van filterkoffie met de hand heeft men een filterhouder nodig.
Het koffiezetapparaat bestaat uit twee delen, die worden gescheiden door een (meestal) papieren filter. In het bovenste deel wordt de filterkoffie gedaan, en wordt verhit water op de gemalen koffie gedruppeld of gegoten. In het onderste deel wordt de koffie opgevangen en meestal warmgehouden.
Matige consumptie van gefilterde koffie (zonder suiker) heeft een aantal gunstige effecten op de gezondheid. Zo geeft twee tot vier koppen koffie per dag een ongeveer 10% lagere kans op coronaire hartziekten en een beroerte, en vijf koppen koffie per dag een 30% lagere kans op diabetes type 2.